# Керашев, Асланбек Темботович
Асланбек Темботович Керашев (25 июня 1948) — советский и российский журналист, политолог, директор ГТРК «Волгоград-ТРВ», г. Волгоград. Сын адыгского писателя-прозаика Тембота Керашева, двоюродный брат лингвиста Зайнаб Керашевой. Заслуженный работник культуры Российской Федерации (2013).

## Биография
В 1971 году окончил историко-филологический факультет Кабардино-Балкарского государственного университета, в 1987 году — аспирантуру Академии общественных наук при ЦК КПСС.
С 1971 по 1981 год работал в печати: младший литсотрудник, заведующий отделом областной газеты «Адыгейская правда» (г. Майкоп), заместитель редактора краевой газеты «Комсомолец Кубани» (Краснодар).
С 1981 по 1991 год был на партийной работе в Адыгее, избирался секретарем Адыгейского обкома КПСС.
В 1992—1997 гг. — председатель Государственной телерадиокомпании Республики Адыгея, организатор создания регионального телевидения, многих творческих проектов.
В 1997—1998 гг. — министр печати, информации и общественно-политического прогнозирования в Кабинете Министров Республики Адыгея (этот пост совмещал с должностью председателя ФГУП «ГТРК Республики Адыгея»). Работал постоянным представителем председателя ВГТРК в Южном Федеральном округе (г. Ростов-на-Дону).
Директор ГТРК «Волгоград-ТРВ». Член коллегии руководителей при Генеральном директоре ВГТРК.
Доктор политических наук (1999, диссертация «Информационная безопасность и информационная политика в структурогенезе межнациональных отношений : На примере Северного Кавказа» защищена в МГУ им. М.В.Ломоносова), кандидат исторических наук (диссертация «Деятельность партийных организаций по подбору, расстановке и воспитанию руководящих кадров (1981—1987 гг.): на материалах Краснодарской краевой парт. организации», АОН при ЦК КПСС), профессор, действительный член РАЕН, член Академии российского телевидения с 2007 года, член диссертационного совета Волгоградской Академии государственной службы при Президенте Российской Федерации. Автор научных работ общим объёмом 100 печатных листов, а также многих статей, сценариев документальных фильмов и передач.

## Награды и звания
Награждён орденами «За заслуги перед Отечеством» IV степени (2023), Александра Невского, Почёта и Дружбы, медалями Жукова, «За заслуги в проведении Всероссийской переписи населения», «За укрепление боевого содружества» (Министерство обороны России), «За заслуги перед Волгоградской областью», «Слава Адыгеи», удостоен одним из первых в отрасли звания «Лучший менеджер России» (по версии академии менеджмента и Вольного экономического общества России), Заслуженный работник культуры Российской Федерации (2013).

## Личная жизнь
Женат, в семье два сына, сын Анзаур (род. 1976) — председатель Кабинета министров Республики Адыгея, доктор экономических наук. Брат Анчок (род. 1959) — кандидат исторических наук.